# 皮特·威尔逊
彼得·巴顿·威尔逊（英語：Peter Barton Wilson，1933年8月23日—）是一名美国律师和政治家。他是一名共和党人，曾担任美国参议员和加州第36任州长。
威尔逊出生于伊利诺斯州莱克福雷斯特，在美国海军陆战队服役后毕业于加州大学伯克利分校法学院。他在圣迭戈开设了一家法律事务所，并为理查德·尼克松和巴里·戈德华特等共和党人助选。威尔逊1966年赢得加州议会选举，1971年成为圣地亚哥市长。他一直担任这一职务，直到1983年成为美国参议院成员。
在参议院，威尔逊支持星球大战计划和1988年的《公民自由法案》，而反对1990年的《综合预算和解法案》。他在1990年赢得加州州长选举后辞去了参议院的职务。
彼得·巴顿·威尔逊就任州长後不到一年就否决了AB 101法案，该法案旨在禁止该州的僱主因為求職者的性取向而對其歧视。威尔逊担心该法案会增加诉讼并降低加州的经济竞争力。此後他又签署了一项“三振出局法”，并支持放松能源管制和限制任期。他还是加州187号提案的支持者，该提案目的是阻止非法移民使用社会服务。威尔逊表示二手烟會“威胁不吸烟的州雇员的健康”。威尔逊還反对以种族为基础的优先待遇政策。1991年加州州议会通过一项提案，要求学校毕业班成员的种族构成与全州的种族结构相一致。威尔逊後來否决了这一提案。他是1992年洛杉矶暴动期间的州长。1993年2月22日，威尔逊发布了一项行政命令，禁止人們在該州的大多数州立建筑内吸烟，该命令定于12月31日生效。1995年，他批准了反对在加州实行肯定性行动的公民动议提案。1995年6月，加州大学及其九个分校废除了录取学生中平权行动。1996年11月，加州废除了包括教育、就业、政府招标等各方面的平权行动。他曾在1996年的共和党总统初选中寻求总统提名，但很快就退出了竞选。
威尔逊在担任了两届州长后退出了公职。离职后，他为几家企业工作过，并与其他几个机构有关联。他是保守派研究所胡佛研究所的杰出访问学者。威尔逊还曾在2003年协助阿诺德·施瓦辛格成功竞选州长。